# 권석태
권석태(1953년~)는 DNA 관련 효소 연구자인 성균관대학교 생명공학부 교수이자 바이오 벤처기업 슈퍼바이오 소장이다. 효소와 관련해 10개의 특허를 확보했고 8개는 출원 중이며, 국제저널에 24편의 논문을 발표하였다.

## 저서
- 《인체의 생명과학》 ISBN 2005370000047

## 수상
- 2009년 국가연구개발 우수성과자 100인’:  ‘초고온성 해양미생물 유래 내열성 DNA 수식효소의 연구개발’[4]
- 2009년 국토해양부 장관 표창: 국토해양부 해양·극한생물분자유전체 연구단의 다년간 연구과제 수행 성과물
- 2010년 BK21 4차년도 사업평가 ’ 핵심 농수해양1분야 ’ 1위: 생명공학부 유전공학핵심인력양성사업팀(팀장 권석태 교수)[5]
- 2011년 한국응용생명화학회 제100차 정기총회 및 추계국제학술대회에서 학술상[6]